# Wilhelm Jentges

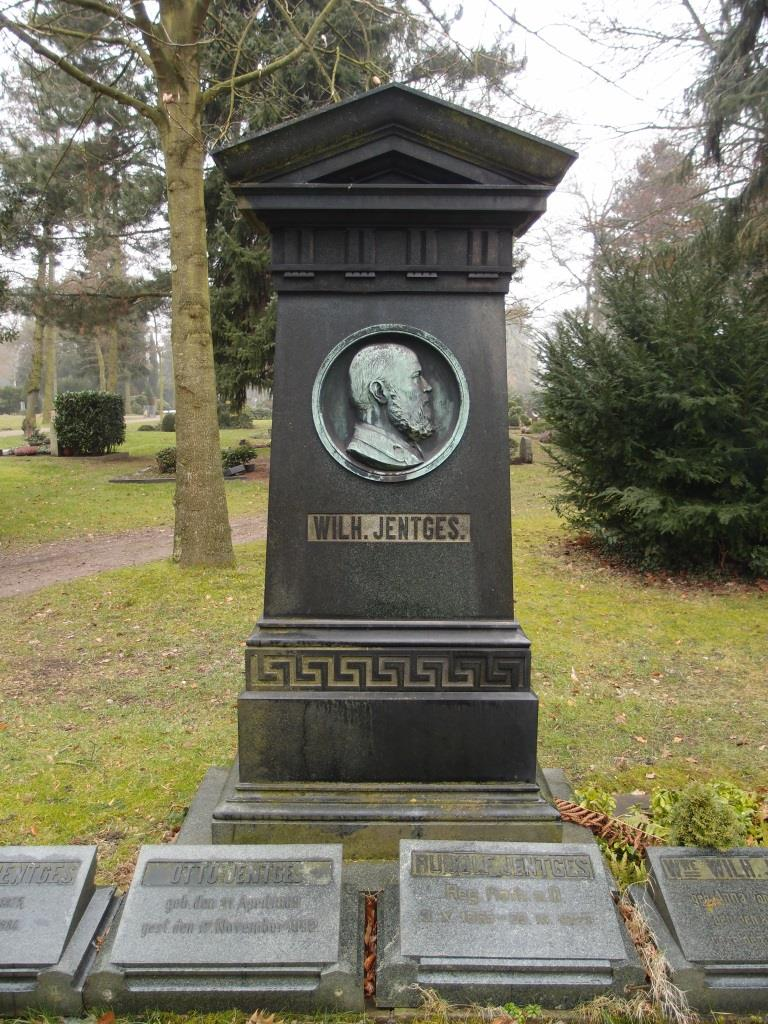
Grab des Unternehmers und Kommunalpolitikers Wilhelm Jentges (1825–1884) auf dem Hauptfriedhof in Krefeld

Wilhelm Jentges (* 15. Juli 1825 in Krefeld; † 16. Juni 1884 ebenda) war ein Krefelder Unternehmer und Kommunalpolitiker.

## Leben
Jentges war Sohn des Seidenfabrikanten Isaak Wilhelm Jentges (1796–1826) und dessen Ehefrau Anna, geb. von Beckerath (1796–1873), die aus einer Krefelder Fabrikanten- und Bankiersfamilie entstammte.
Jentges trat in die väterliche Firma ein und führte sie erfolgreich weiter. Weiterhin war er langjähriger Direktor des städtischen Sparkasse. Er erwarb Grundbesitz am Rand der rasch wachsenden Stadt, den später seine Erben als Jentges’schen Grundbesitz zu einem Villenviertel um den Stadtwald, den Großhüttenpark, die Vreed und um den Kaiserpark entwickelten.
Jentges heiratete Julia Luisa Josefina Schneider (1839–1908), mit der er drei Töchter hatte.

## Politik
Ab 1858 war er  Stadtverordneter in Krefeld und von 1878 bis 1884 unbesoldeter Beigeordneter der Stadt. Ebenso war er Parlamentarier im Provinzial-Landtag und von 1883 bis zu seinem Tode 1884 im Preußischen Herrenhaus, jeweils als Vertreter der Stadt Krefeld.

## Ehrungen
Die Jentgesallee in Krefeld ist nach ihm benannt.